# Maria Dowmuntowa
Maria Dowmuntowa (ur. 22 sierpnia 1875 w Płocku, zm. 1951 w  Bydgoszczy) – polska aktorka teatralna i filmowa, śpiewaczka. 

## Życiorys
Po ukończeniu dwóch klas gimnazjalnych, uczyła się w szkole dramatycznej, a w 1902 r. rozpoczęła pracę na scenie. Początkowo grała w Lublinie, następnie w Kaliszu, znów w Lublinie, Wilnie, Poznaniu. W 1921 r. występowała w teatrzyku Czarny Kot w Warszawie. Później wyjechała do Wilna, gdzie występowała w Teatrze Muzycznym „Lutnia”. Następnie grała w Warszawie. Sezon 1938/39 spędziła w Teatrze Ziemi Pomorskiej w Toruniu.
W 1945 występowała w Teatrze Wojewódzkim w Białymstoku, w sezonie 1945/46 i latach 1947–1949 w Teatrze Miejskim w Białymstoku, w sezonie 1946/47 w Wojewódzkim Teatrze Objazdowym z siedzibą w Ełku. Karierę zakończyła 1 września 1949 r.
Była żoną aktora i reżysera teatralnego Mieczysława Dowmunta.

## Filmografia
- 1920: Czaty jako Miecznikowa